# Karutia fortunata
Karutia fortunata — вид ранніх примітивних плазунів-проколофономорфів родини Acleistorhinidae, що існував у ранньому пермі (275 млн років тому). Скам'янілі рештки виду знайдені у відкладеннях формації Педра-де-Фогу на північному сході Бразилії.